# Mesic (Caroline du Nord)
Mesic est une ville américaine située dans le comté de Pamlico dans l'État de Caroline du Nord. En 2010, sa population était de 220 habitants.

## Démographie
| 1980 | 1990 | 2000 | 2010 | - | - |
| ---- | ---- | ---- | ---- | - | - |
| 390  | 310  | 257  | 220  | - | - |

## Source de la traduction
- (en) Cet article est partiellement ou en totalité issu de l’article de Wikipédia en anglais intitulé « Mesic, North Carolina » (voir la liste des auteurs).